# Gryllomorpha algerica
Gryllomorpha algerica är en insektsart som beskrevs av Lucien Chopard 1943. Gryllomorpha algerica ingår i släktet Gryllomorpha och familjen syrsor. Inga underarter finns listade i Catalogue of Life.